# Trisectriz caracol

La trisectriz caracol especificada como la ecuación polar, donde. Cuando, la curva resultante es el reflejo de esta curva con respecto a la línea. Como función, tiene un período de. Los bucles internos y externos de la curva se cruzan en el polo.

En geometría, una trisectriz caracol (conocida también por la palabra francesa "limaçon", caracol) es una forma específica de la curva cuártica denominada caracol de Pascal. La forma de esta trisectriz también se puede obtener a partir de otras curvas, como la rosa polar, la concoide, la epitrocoide o el óvalo cartesiano. La curva es una entre una serie de trisectrices definidas en el plano que incluyen la concoide de Nicomedes, la cicloide de Ceva, la cuadratriz de Hipias, la trisectriz de Maclaurin y la cúbica de Tschirnhausen. La trisectriz caracol es un caso especial de una sectriz de Maclaurin.

## Especificación y estructura del bucle
La trisectriz caracol especificada en coordenadas polares toma la forma
{\displaystyle r=a(1+2\cos \theta )}.
La constante {\displaystyle a} puede ser positiva o negativa. Las dos curvas con constantes {\displaystyle a} y {\displaystyle -a} son simétricas entre sí respecto a la recta {\displaystyle \theta =\pi /2}. El período de {\displaystyle r=a(1+2\cos \theta )} es {\displaystyle 2\pi }, según el período de la sinusoide {\displaystyle \cos \theta }.
La trisectriz caracol se compone de dos bucles.
- El bucle exterior se define cuando {\displaystyle 1+2\cos \theta \geq 0} en el intervalo del ángulo polar {\displaystyle -2\pi /3\leq \theta \leq 2\pi /3} y es simétrico respecto al eje polar. El punto más alejado del polo en el bucle exterior tiene las coordenadas {\displaystyle (3a,0)}.
- El bucle interior se define cuando {\displaystyle 1+2\cos \theta \leq 0} en el intervalo del ángulo polar {\displaystyle 2\pi /3\leq \theta \leq 4\pi /3}, y es simétrico con respecto al eje polar. El punto más alejado del polo en el bucle interior tiene las coordenadas {\displaystyle (a,0)}, y en el eje polar, es un tercio de la distancia desde el polo en comparación con el punto más alejado del bucle exterior.
- Los bucles exterior e interior se cruzan en el polo.

La curva se puede especificar en coordenadas cartesianas como
{\displaystyle a^{2}(x^{2}+y^{2})=(x^{2}+y^{2}-2ax)^{2}},
y ecuaciones paramétricas
{\displaystyle x=(a+2a\cos \theta )\cos \theta =a(1+\cos \theta +\cos(2\theta ))},
{\displaystyle y=(a+2a\cos \theta )\sin \theta =a(1+\sin \theta +\sin(2\theta ))}.

### Relación con lasrosas polares
En coordenadas polares, la forma de {\displaystyle r=a(1+2\cos \theta )} es la misma que la de la rosa {\displaystyle r=2a\cos(\theta /3)}. Los correspondientes puntos de la rosa son una {\displaystyle |a|} distancia a la izquierda de los puntos de la limaçon cuando {\displaystyle a>0}, and {\displaystyle |a|} to the right when {\displaystyle a<0}.
Como una rosa, la curva tiene la estructura de un solo pétalo con dos bucles que está incrustado en el círculo {\displaystyle r=2a} y es simétrico con respecto al eje polar.
La curva inversa de esta rosa es una trisectriz, ya que tiene la misma forma que la trisectriz de Maclaurin.

### Relación con la sectriz de Maclaurin
Véase el artículo sectriz de Maclaurin sobre el caracol como un caso de la sectriz.

## Propiedades de trisección
Los bucles exterior e interior de la trisectriz caracol tienen propiedades de trisección de ángulo. En teoría, un ángulo se puede trisecar utilizando un método con cualquiera de las propiedades, aunque las consideraciones prácticas pueden limitar su uso.

### Propiedad de trisectriz del bucle exterior

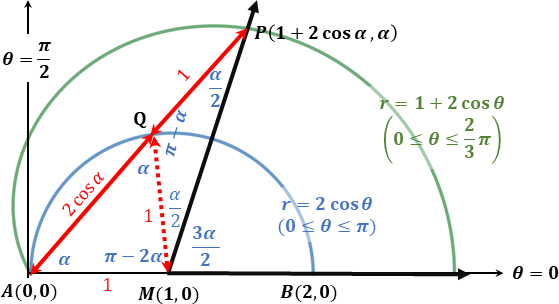
Propiedad de trisección de un ángulo del bucle exterior (verde) del caracol trisectriz. Se requiere el círculo generador (azul) para probar la trisección de. La construcción (roja) da como resultado dos ángulos, y, que tienen un tercio de la medida de ; y un ángulo,, que tiene dos tercios de la medida de

La construcción del bucle exterior de {\displaystyle r=1+2\cos \theta } revela sus propiedades de trisección de un ángulo. El bucle exterior existe en el intervalo {\displaystyle -2\pi /3\leq \theta \leq 2\pi /3}. Aquí, se examina la propiedad trisectriz de la porción del bucle exterior por encima del eje polar, es decir, definida en el intervalo {\displaystyle 0\leq \theta \leq 2\pi /3}.
- Primero, se debe observar que la ecuación polar {\displaystyle r=2\cos \theta } es un círculo con radio {\displaystyle 1}, centro {\displaystyle M(1,0)} en el eje polar y tiene un diámetro que es tangente a la línea {\displaystyle \theta =\pi /2} en el polo {\displaystyle A}. Denote el diámetro que contiene el polo como {\displaystyle {\overline {AB}}}, donde {\displaystyle B} está en {\displaystyle (2,0)}.

- Segundo, considérese cualquier cuerda {\displaystyle {\overline {AQ}}} del círculo con el ángulo polar {\displaystyle \theta =\alpha }. Dado que {\displaystyle \triangle {AQB}} es un triángulo rectángulo, {\displaystyle AQ=2\cos \alpha }. El punto correspondiente {\displaystyle P} en el bucle exterior tiene coordenadas {\displaystyle (AQ+1,\alpha )}, donde {\displaystyle 0<\alpha \leq \pi }.

Dada esta construcción, se muestra que {\displaystyle \angle {QMP}} y otros dos ángulos trisecan {\displaystyle \angle {PMB}} de la siguiente manera:
- {\displaystyle \angle {QMB}=2\alpha }, ya que es el ángulo central de {\displaystyle {\widehat {QB}}} en el círculo {\displaystyle r=2\cos \theta }.

- Los ángulos de la base del triángulo isósceles {\displaystyle \triangle {AMQ}} miden {\displaystyle \alpha }, específicamente, {\displaystyle m\angle {QAB}=m\angle {AQM}=\alpha }.

- El ángulo del vértice del triángulo isósceles {\displaystyle \triangle {PQM}} es complementario de {\displaystyle \angle {AQM}} y, por tanto, {\displaystyle m\angle {PQM}=\pi -\alpha }. En consecuencia, los ángulos base, {\displaystyle \angle {QMP}} y {\displaystyle \angle {QPM}} miden {\displaystyle \alpha /2}.

- {\displaystyle m\angle {PMB}=m\angle {QMB}-m\angle {QMP}=2\alpha -\alpha /2=3\alpha /2}. Por tanto, {\displaystyle \angle {QMB}} se triseca, ya que {\displaystyle m\ angle{QMP}/m\ angle{QMB}=1/3}.

- Téngase en cuenta que también {\displaystyle m\angle {QPM}/m\angle {QMB}=1/3} y {\displaystyle m\angle {PAB}/m\angle {QMB}=2/3}.

La mitad superior del bucle exterior puede trisecar cualquier ángulo central de {\displaystyle r=2\cos \theta } porque {\displaystyle 0<3\alpha /2<\pi } implica {\displaystyle 0<\alpha <2\pi /3} que está en el dominio del bucle exterior.

### Propiedad de trisectriz del bucle interior

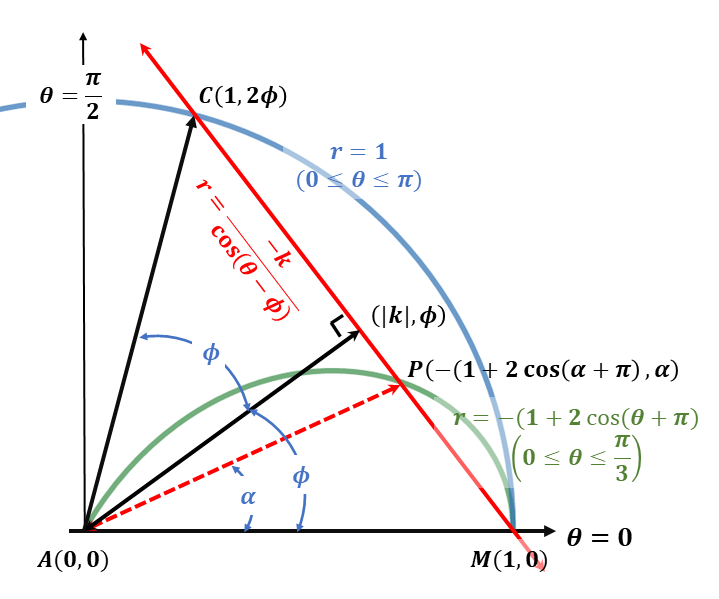
Propiedad de trisección de un ángulo del bucle interior (verde) del caracol trisectriz. Dado un punto en el círculo de radio unidad (azul) centrado en el polo con en, donde (en rojo) se cruza con el bucle interior en, triseca. La línea normal (negra) a es, por lo que está en. El bucle interno se redefine en el intervalo como porque su rango original es mayor que donde sus coordenadas radiales no son positivas

El bucle interno de la trisectriz caracol tiene la propiedad de que la trisección de un ángulo es interna al ángulo que se está trisecando. Aquí, se examina el bucle interno de {\displaystyle r=1+2\cos \theta } que se encuentra por encima del eje polar, que se define en el intervalo de ángulo polar {\displaystyle \pi \leq \theta \leq 4\pi /3}. La propiedad de la trisección es que dado un ángulo central que incluye un punto {\displaystyle C} que se encuentra en el círculo unitario con el centro en el polo, {\displaystyle r=1}, tiene una medida tres veces la medida del ángulo polar del punto {\displaystyle P} en la intersección de la cuerda {\displaystyle {\overline {CM}}} y el bucle interno, donde {\displaystyle M} está en {\displaystyle (1,0)}.
En coordenadas cartesianas la ecuación de {\displaystyle {\overleftrightarrow {CM}}} es {\displaystyle y=k(x-1)}, donde {\displaystyle k<0}, que es la ecuación polar
{\displaystyle r={\frac {-k}{\sin \theta -k\cos \theta }}={\frac {-k}{\cos(\theta -\phi )}}=-k\sec(\theta -\phi )}, donde {\displaystyle \tan \phi ={\frac {1}{-k}}} y {\displaystyle \phi =atan2(1,-k)}.
(Nota: el arcotangente de dos parámetros (y, x) da el ángulo polar del punto de coordenadas cartesianas (x, y))
Dado que la línea normal a {\displaystyle {\overleftrightarrow {CM}}} es {\displaystyle \theta =\phi }, biseca el vértice del triángulo isósceles {\displaystyle \triangle {CAM}}, por lo que {\displaystyle m\angle {CAM}=2\phi } y la coordenada polar de {\displaystyle C} es {\displaystyle 2\phi }.
Con respecto al caracol, el rango de ángulos polares {\displaystyle \pi \leq \theta \leq 4\pi /3} que define el bucle interno es problemático, porque el rango de ángulos polares sujetos a trisección cae en el rango {\displaystyle 0\leq \theta \leq \pi }. Además, en su dominio original, las coordenadas radiales del bucle interno no son positivas. Luego, el bucle interno se redefine de manera equivalente dentro del rango de ángulo polar de interés y con coordenadas radiales no negativas como {\displaystyle r=-(1+2\cos(\theta +\pi ))=-(1-2\cos \theta )}, donde {\displaystyle -\cos(\theta +\pi )=\cos \theta }. Por tanto, la coordenada polar {\displaystyle \alpha } de {\displaystyle P} está determinada por
{\displaystyle -(1-2\cos \alpha )={\frac {-k}{\sin \alpha -k\cos \alpha }}}
{\displaystyle \rightarrow (\sin \alpha -k\cos \alpha )-2\cos \alpha \sin \alpha +2k\cos ^{2}\alpha =k}
{\displaystyle \rightarrow \cos(\alpha -\phi )-\sin(2\alpha )+2k({\frac {1+\cos(2\alpha )}{2}})=k}
{\displaystyle \rightarrow \cos(\alpha -\phi )-\sin(2\alpha )+k\cos(2\alpha )=0}
{\displaystyle \rightarrow \cos(\alpha -\phi )=\cos(2\alpha -\phi )}.
La última ecuación tiene dos soluciones, la primera es: {\displaystyle \alpha -\phi =2\alpha -\phi }, que da como resultado {\displaystyle \alpha =0}, el eje polar, una recta que interseca ambas curvas pero no en el círculo unitario {\displaystyle C}.
La segunda solución se basa en la identidad {\displaystyle \cos(x)=\cos(-x)} que se expresa como
{\displaystyle \alpha -\phi =\phi -2\alpha }, que implica {\displaystyle 2\phi =3\alpha },
y muestra que {\displaystyle m\angle {CAM}=3(m\angle {PAM})}, lo que demuestra a su vez que el ángulo más grande se ha trisecado.
La mitad superior del bucle interior puede trisecar cualquier ángulo central de {\displaystyle r=1} porque {\displaystyle 0<3\alpha <\pi } implica {\displaystyle 0<\alpha <\pi /3} que está en el dominio del bucle redefinido.

### Propiedad de trisección de un segmento rectilíneo
La trisectriz caracol {\displaystyle r=a(1+2\cos \theta )} triseca el segmento de línea recta en el eje polar que sirve como su eje de simetría. Dado que el bucle externo se extiende hasta el punto {\displaystyle (3a,0)} y el bucle interno hasta el punto {\displaystyle (a,0)}, entonces el caracol triseca el segmento con puntos finales en el polo (donde se cruzan los dos bucles) y el punto {\displaystyle (3a,0)}, donde la longitud total de {\displaystyle 3a} es tres veces la longitud que va desde el polo hasta el otro extremo del bucle interior en el segmento rectilíneo.

## Relación con la hipérbola trisectriz
Dada la trisectriz caracol {\displaystyle r=1+2\cos \theta }, la inversa {\displaystyle r^{-1}} es la ecuación polar de una hipérbola con excentricidad igual a 2, una curva que también es una trisectriz (véase hipérbola).

## Relación con el óvalo cartesiano
La trisectriz caracol es un caso particular del óvalo cartesiano, cuya ecuación general se obtiene como el lugar geométrico de los puntos S tales que el producto de sus distancias a dos polos fijos (P y Q) es constante
d(P,S) + m d(Q,S) = a
para el caso en el que m = a / d(P,Q), coincidente con el caracol de Pascal.